# Charaxes jocaste
Charaxes jocaste är en fjärilsart som beskrevs av Doubleday och John Obadiah Westwood 1848. Charaxes jocaste ingår i släktet Charaxes och familjen praktfjärilar. Inga underarter finns listade i Catalogue of Life.